# Fournier RF-9
Die Fournier RF-9 ist ein zweisitziges Sportreiseflugzeug des französischen Flugzeugkonstrukteurs René Fournier aus dem Jahr 1976. Es wurde 1980–1981 in Serie produziert. Eine Weiterentwicklung durch ABS Aircraft wurde in den 1990er Jahren neu aufgelegt.

## Geschichte
Nachdem der französische Luftfahrtkonstrukteur René Fournier sich Ende der sechziger Jahre aufwendigeren Motorflugzeugkonstruktionen wie der Fournier RF-6 und Fournier RF-8 zugewendet hatte, wandte er sich Mitte der 70er Jahre wieder seiner Idee eines einfachen, kostengünstigen Sportreiseflugzeugs zu. Mit der Fournier RF-9 knüpfte Fournier an die erfolgreiche Entwicklung der zweisitzigen Fournier RF 5 aus den 60er Jahren an und passte das Design an moderne Entwürfe an, wie sie z. B. bei Grob und Hoffmann in den 70er Jahren entstanden.
René Fournier begann im Sommer 1976 mit der Entwicklung der RF-9 als Ergänzungsmuster für den Produktionsbetrieb der Avions Fournier. In Nitray entstand bis Ende 1976 ein Prototyp. Ein zweiter Prototyp und eine Bruchzelle befanden sich in Arbeit. Den Erstflug der RF-9, WNr. 02, F-WARF absolvierte Bernard Chauvreau am 20. Januar 1977 in Nitray. Durch die Insolvenz der Avions Fournier im Frühjahr 1977 kamen die Arbeiten am zweiten Prototyp und der Bruchzelle zum Erliegen. Anfang 1978 erwarb die als Auffanggesellschaft von René Caillet gegründete Fournier Aviation die Rechte an der RF-9 Entwicklung. René Fournier führte die Entwicklungsarbeiten an der RF-9 daraufhin als Berater für Fournier Aviation fort. Der zweite Prototyp flog erstmals im April 1979. Die Testzelle und der erste Prototyp waren zuvor bereits für die Zulassungstests an die französischen Zulassungsbehörden übergeben worden. Die Musterzulassung Nr. 167 wurde am 20. Dezember 1979 für die RF-9 erteilt.

## Konstruktion
Die RF-9 war in der für Fournier typischen Holzbauweise ausgeführt. Im Gegensatz zu seinen früheren Entwürfen des „Avion Planeur“ erhielt die RF-9 einen breiteren Rumpf, in dem zwei nebeneinander angeordnete Sitze aufgenommen werden konnten. Zur Erhöhung der Witterungsbeständigkeit wurde die gesamte Holzkonstruktion mit einem Polyesterüberzug versehen. Von der RF 5 übernahm Fournier den Klappmechanismus des Flügels, mit dem die Spannweite auf dem Stellplatz von 17 Meter auf 10 Meter reduziert werden konnte. Im Prototyp kam der 68 PS starke Limbach L1700E zum Einsatz. Bei den späteren Serienflugzeugen sollte der Limbach L2000 für eine bessere Steigleistung sorgen. Das Prinzip des Zentralrads gab Fournier bei der RF-9 auf. Sie erhielt ein einklappbares Doppelfahrwerk unter den Flächen. Auf die im Prototyp getesteten Wölbklappen verzichtete Fournier bei den Serienmaschinen. Die Serienmaschinen waren mit Schempp-Hirth-Bremsklappen auf der Flächenoberseite ausgestattet.

## Vermarktung und Weiterentwicklung
Einen Überblick über sämtliche gebauten RF-9 findet man bei 

### RF-9 Serienfertigung bei Fournier Aviation (1979–1981)
Die Fertigung der ersten Serienmaschinen lief bereits im Sommer 1979 bei Fournier Aviation in Nitray an. Die Baugruppen für Rumpf und Flügel wurden bei Siravia von Francis Sire vorgefertigt und bei Fournier Aviation in Nitray endmontiert. Die Produktion war auf ein Flugzeug monatlich ausgelegt. Die ersten Kundenflugzeuge wurden im Oktober 1980 ausgeliefert. Bei einem Stückpreis von 200.000 FF war die RF-9 nicht deutlich preisgünstiger als vergleichbare Konstruktionen in Verbundbauweise. Die schwache Motorisierung der RF-9 erwies sich ebenfalls als nachteilig. In Frankreich konnten bis Ende 1981 nur sieben RF-9 verkauft werden. Die Serienfertigung der RF-9 bei Fournier Aviation wurde Ende 1981 nach zehn gebauten Exemplaren eingestellt. Die bereits vorhandenen Baugruppen für drei weitere RF-9 wurden später von Privatpersonen im Eigenbau montiert.
Nach der Einstellung der RF-9 Produktion beauftragte Rene Caillet Fournier mit der Entwicklung einer RF-9 Variante in Verbundbauweise, die René Fournier als Fournier RF-10 umsetzte.

### RF-9 Weiterentwicklung bei ABS Aircraft (1992–1994)
Anfang der 90er Jahre entstand bei einer Nachfolgegesellschaft der ehemaligen Sportavia-Pützer GmbH auf der Dahlemer Binz eine Modernisierung des RF-9 Entwurfs. In einer Zusammenarbeit der ABS Aircraft GmbH von Albert Blum und des Gomolzig Flugzeug- und Maschinenbau, die Anfang der 80er Jahre eine der RF-9 Serienmaschinen erworben hatte, wurde der hölzerne Flügelholm der RF-9 durch einen Karbonholm ersetzt. Statt des Limbach-Motors kam bei der überarbeiteten RF-9 ein Rotax-912-A3-Motor zum Einsatz. Im Frühjahr 1993 entstand bei ABS Aircraft der Prototyp der überarbeiteten ABS RF-9, WNr. 9021, der 1994 als D-KHGO seinen Erstflug absolvierte. Die ABS Aircraft GmbH schied nach dem Verkauf an die IVG-Gruppe 1994 aus der Entwicklung der ABS RF-9 aus. Gomolzig verfolgte die Musterzulassung der ABS RF-9, die das Luftfahrt-Bundesamt mit dem Gerätekennblatt 824 am 28. November 1997 für das Einzelstück WNr. 9021 erteilte.
Zur Aufnahme einer Serienproduktion der ABS RF-9 kam es nicht, obwohl neben dem Prototyp 1993 bereits zwei weitere Bausätze (Kits) bei ABS Aircraft gefertigt wurden. Die beiden Kits wurden 2008 an das polnische Luftfahrzeugunternehmen Polavia in Deblin verkauft, wo einer der beiden Bausätze aufgebaut wurde. Auch das zweite Kit wurde später im Eigenbau fertiggestellt.

## Technische Daten
| Kenngröße             | RF-9                                 | ABS RF-9                           |
| --------------------- | ------------------------------------ | ---------------------------------- |
| Besatzung/Passagiere  | 1/1                                  | 1/1                                |
| Länge                 | 7,86 m                               | 8,06 m                             |
| Spannweite            | 17,00 m                              | 17,30 m                            |
| Höhe                  | 1,93 m                               | 1,93 m                             |
| Flügelfläche          | 18,00 m²                             | 18,70 m²                           |
| Flügelstreckung       | 16,1                                 | 16,0                               |
| Leermasse             | 520 kg                               | 500 kg                             |
| Startmasse            | 750 kg                               | 750 kg                             |
| Reisegeschwindigkeit  | 185 km/h                             | 180 km/h                           |
| Höchstgeschwindigkeit | 220 km/h                             | 220 km/h                           |
| Dienstgipfelhöhe      | 6000 m                               | 6500 m                             |
| Reichweite            | 745 km                               | 900 km                             |
| Triebwerk             | ein Limbach L1700E 68 PS (ca. 50 kW) | ein Rotax 912 A3 80 PS (ca. 60 kW) |